# Friedrich Pflughaupt
Friedrich Karl Franz Pflughaupt (* 7. Oktober 1892 in Berlin; † 7. August 1951 in Hamburg) war ein deutscher Filmproduzent, Produktions- und Herstellungsleiter, dessen Wirken eng mit dem Œuvre des deutschen Filmpioniers Carl Froelichs verbunden ist.

## Leben
Pflughaupt war zunächst bei einer Privatbank angestellt, die sich auch mit Filmfinanzierung (Kreditvergabe) beschäftigte. 1924 wurde Pflughaupt für zehn Jahre als Geschäftsführer und kaufmännischer Leiter von der Froelich Film GmbH verpflichtet, später war er auch in anderen Froelich-Firmen in führenden Positionen tätig, zuletzt, bis die Firma 1941 von der UFA absorbiert wurde, als Teilhaber der 'Tonfilm-Studio Carl Froelich & Co.'.
Im Dezember 1929 gründete er mit der Bild und Ton GmbH eine eigene Filmvertriebsfirma, die er 1937 an Friedrich Graf von Westphalen verkaufte.
Seit Beginn des Tonfilm-Zeitalters bis zum Ende des Zweiten Weltkriegs zeichnete Friedrich Pflughaupt überdies als Produktions- oder Herstellungsleiter für sämtliche Filme des Regie-Veterans Carl Froelich verantwortlich. Nach 1945 trennten sich beide, und Pflughaupt arbeitete eine wenige Jahre als selbständiger Produzent.
Sein Sohn war der 1922 geborene Filmkaufmann und langjährige Vorstand der UFA-Theater AG, Friedrich-Karl Pflughaupt.

## Filmografie
als (Co-)Produktions- oder Herstellungsleiter oder Produzent
- 1929: Die Nacht gehört uns
- 1930: Brand in der Oper
- 1930: Hans in allen Gassen
- 1931: Mitternachtsliebe
- 1931: Mädchen in Uniform
- 1932: Gitta entdeckt ihr Herz
- 1932: Die – oder keine
- 1932: Liebe auf den ersten Ton
- 1932: Mieter Schulze gegen alle
- 1932: Der Choral von Leuthen
- 1933: Reifende Jugend
- 1934: Volldampf voraus!
- 1934: Frühlingsmärchen
- 1934: Krach um Jolanthe
- 1934: Ich für dich – Du für mich
- 1934: Oberwachtmeister Schwenke
- 1935: Lärm um Weidemann
- 1935: Liselotte von der Pfalz
- 1935: Ich war Jack Mortimer
- 1935: Traumulus
- 1936: Wenn der Hahn kräht
- 1936: Wenn wir alle Engel wären
- 1937: Die ganz großen Torheiten
- 1937: Gabriele eins, zwei, drei
- 1937: Die Umwege des schönen Karl
- 1938: Andalusische Nächte
- 1938: Heimat
- 1938: Die 4 Gesellen
- 1938: Das Leben kann so schön sein
- 1939: Es war eine rauschende Ballnacht
- 1939: Sommer, Sonne, Erika
- 1940: Das Herz der Königin
- 1941: Der Gasmann
- 1941: Der Weg ins Freie
- 1942: Hochzeit auf Bärenhof
- 1943: Familie Buchholz
- 1943: Neigungsehe
- 1950: Meine Nichte Susanne